# Hwangju-ŭp
Hwangju-ŭp är en ort i Nordkorea.   Den ligger i provinsen Norra Hwanghae, i den sydvästra delen av landet, 40 km söder om huvudstaden Pyongyang. Hwangju-ŭp ligger 23 meter över havet och antalet invånare är 35 641.
Terrängen runt Hwangju-ŭp är platt västerut, men österut är den kuperad. Runt Hwangju-ŭp är det tätbefolkat, med 297 invånare per kvadratkilometer. Närmaste större samhälle är Songrim, 14,7 km nordväst om Hwangju-ŭp. Trakten runt Hwangju-ŭp består till största delen av jordbruksmark.